# Александровская волость (Царицынский уезд)
Александровская во́лость — административно-территориальная единица в составе Царицынского уезда Саратовской губернии, с 1919 года - Царицынской губернии. Волостное правление — в слободе Александровке.
Волость располагалась в западной части Царицынского уезда по обеим сторонам реки Иловли, вдоль границы с Областью Войска Донского. По состоянию на 1894 год в состав волости входили слобода Александровка, сёла Солодча, Большая Ивановка, деревни Дмитриевка, Трудовка, Большая и Малая Воробцовка, Захаровка, Стефанидовка, хутора Рулев, Щепенский (Прохоровых), Тишанский, Летник, Усть-Тишанская мельница, Шеповалов, Володашна (Вязовый овраг), хутор Лепилин и другие.
В 1919 году в составе Царицынского уезда включена в состав Царицынской губернии. Упразднена в 1928 году. Территория разделена между Иловлинским, Дубовским и Фроловским районами Сталинградского округа Нижне-Волжского края.

## Население
Динамика численности населения
| 1883 | 1894 | 1895 |
| ---- | ---- | ---- |
| 7445 | 9897 | 9037 |